# Tarsonemus
 (juillet 2022).
La mise en forme du texte ne suit pas les recommandations de Wikipédia : il faut le « wikifier ».
Les points d'amélioration suivants sont les cas les plus fréquents. Le détail des points à revoir est peut-être précisé sur la page de discussion.
- Les titres sont pré-formatés par le logiciel. Ils ne sont ni en capitales, ni en gras.
- Le texte ne doit pas être écrit en capitales (les noms de famille non plus), ni en gras, ni en italique, ni en « petit »…
- Le gras n'est utilisé que pour surligner le titre de l'article dans l'introduction, une seule fois.
- L'italique est rarement utilisé : mots en langue étrangère, titres d'œuvres, noms de bateaux, etc.
- Les citations ne sont pas en italique mais en corps de texte normal. Elles sont entourées par des guillemets français : « et ».
- Les listes à puces sont à éviter, des paragraphes rédigés étant largement préférés. Les tableaux sont à réserver à la présentation de données structurées (résultats, etc.).
- Les appels de note de bas de page (petits chiffres en exposant, introduits par l'outil «  Source ») sont à placer entre la fin de phrase et le point final[comme ça].
- Les liens internes (vers d'autres articles de Wikipédia) sont à choisir avec parcimonie. Créez des liens vers des articles approfondissant le sujet. Les termes génériques sans rapport avec le sujet sont à éviter, ainsi que les répétitions de liens vers un même terme.
- Les liens externes sont à placer uniquement dans une section « Liens externes », à la fin de l'article. Ces liens sont à choisir avec parcimonie suivant les règles définies. Si un lien sert de source à l'article, son insertion dans le texte est à faire par les notes de bas de page.
- La présentation des références doit suivre les conventions bibliographiques. Il est recommandé d'utiliser les modèles {{Ouvrage}}, {{Chapitre}}, {{Article}}, {{Lien web}} et/ou {{Bibliographie}}. Le mode d'édition visuel peut mettre en forme automatiquement les références.
- Insérer une infobox (cadre d'informations à droite) n'est pas obligatoire pour parachever la mise en page.

Pour une aide détaillée, merci de consulter Aide:Wikification.
Si vous pensez que ces points ont été résolus, vous pouvez retirer ce bandeau et améliorer la mise en forme d'un autre article.
Genre
Tarsonemus est un genre  d'acariens de la famille des Tarsonemidae.

## Taxonomie

### Liste des sous-genres
- Tarsonemus (Chaetotarsonemus)
- Tarsonemus (Tarsonemus)

### Quelques espèces
- Tarsonemus elbrusi Kaliszewski & Sell, 1985[1]
- Tarsonemus kaliszewskii Sharonov, 1988
- Tarsonemus lenticulatus Gheblealivand et al., 2018[2]
- Tarsonemus margaretae Kaliszewski, 1979[3]
- Tarsonemus onchus Kaliszewski, 1983[4]
- Tarsonemus parafusarii Kaliszewski, 1983[5]
- Tarsonemus paralucifer Kaliszewski, 1983[6]
- Tarsonemus promiscuus Kaliszewski, 1979[3]
- Tarsonemus suskianus Kaliszewski, 1981[7]
- Tarsonemus waitei Banks, 1912

### Synonymie
Noms de genres en synonymie
- †Chaetotarsonemus Beer & Nucifora, 1965
- Cheylotarsonemus Tseng & Lo, 1980
- Cheylurus Trouessart, 1885
- Chironemus Canestrini & Fänzago, 1876
- †Lupotarsonemus Beer & Nucifora, 1965
- Metatarsonemus Attiah, 1970
- Schaarschmidtia Magowski, 2010
- Spinatarsonemus Ochoa in Ochoa, Smiley & Saunders, 1991
- Tarsomenus Jablonowski, 1896
- Tarsonema Kramer, 1878
- Tarsonemoides Trägårdh, 1905

Noms d'espèces en synonymie
- Tarsonemus multiplex Kaliszewski, 1983[8], un synonyme de Neotarsonemoides multiplex (Kaliszewski, 1983)
- Tarsonemus nodusus Schaarschmidt, 1959[9], un synonyme de Dendroptus nodusus (Schaarschmidt, 1959)
- Tarsonemus occultus Kaliszewski, 1983[4], un synonyme de Neotarsonemoides occultus (Kaliszewski, 1983)
- Tarsonemus pallidus Banks, 1899[10], un synonyme de Phytonemus pallidus (Banks, 1899)
- Tarsonemus pumilis Kaliszewski, 1984[11], un synonyme de Neotarsonemoides pumilis (Kaliszewski, 1984)

## Publication originale
- (it) Canestrini G. & Fanzago F., 1876. « Nuovi Acari Italiani. Famiglia dei Tetranychini ». Societá Veneto-Trentina di Societá Naturali Atti.